# Arnošt Muka

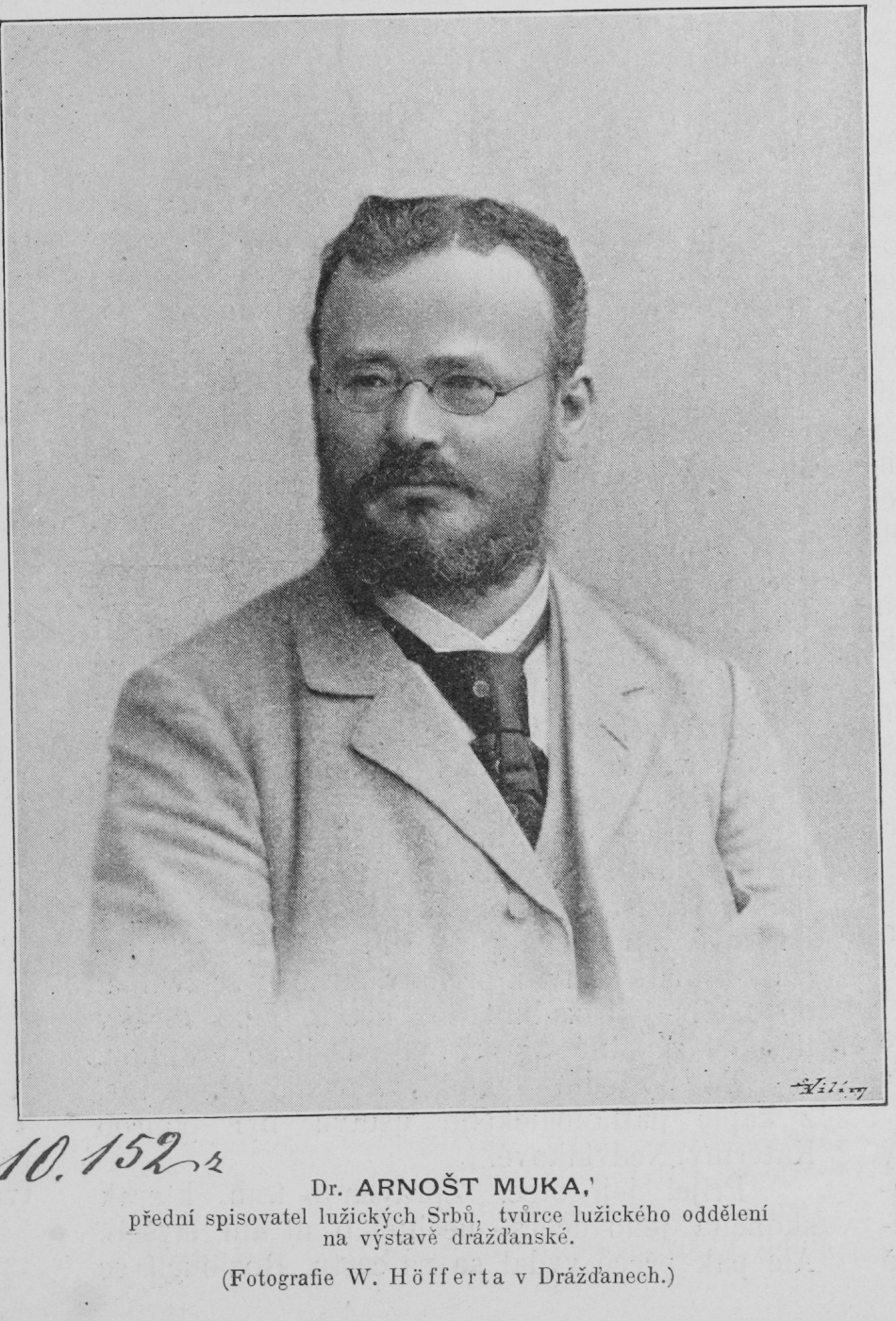
Arnošt Muka (1896)

Arnošt Muka, en alemany Karl Ernst Mucke (Großhänchen, Alemanya, 10 de març de 1854 - Bautzen, 10 d'octubre de 1932) fou un escriptor i folklorista sòrab, que va reviscolar la cultura nacional sòraba i la premsa literària, endemés de fundar el Museu Sòrab.

## Vida
Era fill d'un agricultor, va estudiar de 1869 a 1874 al Gymnasium de Bautzen, on va aprovar l'examen de maduresa. Al Gymnasium es va fer membre de l'associació sòraba Societas Slavica Budissinensis. Seguidament va estudiar de 1875 a 1879 Teologia, Filologia i Eslavística a la Universitat de Leipzig, per a passar a treballar de professor als Gymnasium de Zittau i Bautzen. Muka va ser coiniciador del Lipa Serbska, l'associació dels joves sòrabs. Va estar actiu en el teatre d'afeccionats sòrab i de 1880 a 1923 va editar la col·lecció Prěnja serbska dźiwadłowa zběrka (Primera col·lecció de drama en sòrab).
En 1880 va entrar a treballar en el Gymnasium de Bautzen, després del que es va implicar activament en l'associació Budyska bjesada, de caràcter patriòtic. A causa de les pressions de l'alcalde de Bautzen, Löhr, i a pesar de les protestes del director del Gymnasium, dr. Kreußler, Muka va ser traslladat en 1883 a Chemnitz. En 1887 Muka va aconseguir un treball al Gymnasium de Freiberg.
Després de la seva jubilació, es va traslladar a Bautzen, on va publicar la majoria de les seves obres.

## Influència
Muka és considerat l'impulsor i mecenes de Jakub Bart-Ćišinski, amb qui va crear en 1875 l'associació d'estudiants Schadźowanka i l'associació literària i cultural Jungsorbische Bewegung. És el fundador del Museu sòrab i va ser president honorari de l'associació científica Maćica Serbska.
Al llarg de la seva vida augmentà la seva fama gràcies la promoció i el desenvolupament de la literatura sòraba, a més del seu treball periodístic. Va ser l'editor de les obres completes de Handrij Zejler (1883?1891), redactor de la revista cultural i literària Lužica (1882?1907) i redactor de Časopis Maćicy Serbskeje (1894-1932).

## Obres
- De dialectis Stesichori, Ibyci, Simonidis, Bacchylidis aliorumque poetarum choricorum cum Pindarica comparatis. Dissertation, Universität Leipzig, 1879
- Statistika łužiskich Serbow [Statistik der Lausitzer Sorben]. Selbstverlag, Budyšin 1884–1886; 5. Auflage unter dem Titel Serbski zemjepisny słowničk. Budyšinje 1927; Neudruck: Domowina-Verlag, Bautzen 1979
- Historische und vergleichende Laut- und Formenlehre der niedersorbischen (niederlausitzisch-wendischen) Sprache. Mit besonderer Berücksichtigung der Grenzdialecte und des Obersorbischen (= Preisschriften, gekrönt und herausgegeben von der Fürstlich Jablonowskischen Gesellschaft zu Leipzig, Band 28). Hirzel, Leipzig 1891; Nachdruck: Zentral-Antiquariat der Deutschen Demokratischen Republik, Leipzig 1965
- Wörterbuch der nieder-wendischen Sprache und ihrer Dialekte.
  - Band 1: A–N. Verlag der Russischen und Čechischen Akademie der Wissenschaften, St. Petersburg 1911–1915, Prag 1926; Neudruck: Domowina-Verlag, Bautzen 2008, ISBN 978-3-7420-2091-8
  - Band 2: O–Ź. Verlag der Böhmischen Akademie für Wissenschaft und Kunst, Prag 1928; Neudruck: Domowina-Verlag, Bautzen 2008, ISBN 978-3-7420-2092-5
  - Band 3: Familiennamen, Ortsnamen, Flurnamen, Nachträge. Verlag der Böhmischen Akademie für Wissenschaft und Kunst, Prag 1928; Neudruck: Domowina-Verlag, Bautzen 2008, ISBN 978-3-7420-2093-2
- Bausteine zur Heimatkunde des Luckauer Kreises. Kreisausschuss, Luckau 1918
- Sérbsko-němski a němsko-serbski Přiručny-Słownik [Wendisch-deutsches und deutsch-wendisches Handwörterbuch]. Schmaler, Bautzen 1920
- Ernst Eichler (Hrsg.): Abhandlungen und Beiträge zur sorbischen Namenkunde (1881–1929) (= Slavistische Forschungen, Band 45). Böhlau, Köln und Wien 1984, ISBN 3-412-08483-2